# Georgechaoite
La georgechaoite è un minerale.